# Arenaria obtusiflora
Arenaria obtusiflora là loài thực vật có hoa thuộc họ Cẩm chướng. Loài này được Kunze mô tả khoa học đầu tiên năm 1846.